# 八島田 (福島市)
八島田（やしまだ）は、福島県福島市の大字である。郵便番号は960-8056。

## 地理
福島市西部の吾妻地域に属し、地区内東部に位置する。北で南沢又と、東で野田町と、南から西にかけ笹木野とそれぞれ隣接する。また、南東側の笹木野、野田町、南側の東中央との境界部に字道端、時田が飛地として位置する。概ね市町村制施行以前の旧八島田村域を範囲としていたが、後の野田村の分村合併や福島市中央土地区画整理事業による地番変更により現在の姿に至った。福島市街地西部に隣接する郊外地域であり、住宅地の造成が盛んにおこなわれてきた。幹線道路沿いに大型商業施設も立地している。北西側は市街化調整区域として水田が広がる。上町に所在する福島警察署及び上野寺に所在する福島消防署西出張所がそれぞれ管轄にあたる。

### 主な字
- 一本桜
- 御山道
- 大堰場
- 勝口
- 上台畑
- 上干損田
- 北古屋
- 下干損田
- 清水前
- 台畑
- 樋ノ口
- 時田
- 中島
- 中干損田
- 中道
- 畑添
- 東本庄町
- 本庄町
- 琵琶渕
- 八幡北

- 道畑
- 桃木町

## 歴史
- 1889年（明治22年）4月1日 - 町村制の施行により信夫郡野田村が発足。旧八島田村域は野田村の大字となる。
- 1937年（昭和12年）7月1日 - 一部が野田村から分離し福島市に編入される。
- 1956年（昭和31年）9月30日 - 野田村が合併により吾妻村となり、吾妻村の大字となる。（1962年（昭和37年）11月1日に町制施行し吾妻町となる。）
- 1968年（昭和43年）10月1日 - 吾妻町が福島市に編入され、福島市の大字となる。
- 1976年（昭和51年）7月6日 - 福島中央土地区画整理事業が当地を含む地域で開始される。
- 1989年（平成元年）3月10日 - 土地区画整理事業の完了に伴い、一部が東中央へ町名地番変更される。

## 世帯数と人口
2022年（令和4年）6月30日現在の世帯数と人口は以下の通りである。
| 大字   | 世帯数  | 人口   |
| ------ | ------- | ------ |
| 八島田 | 833世帯 | 2020人 |

## 小・中学校の学区
市立小・中学校に通う場合、学区は以下の通りとなる。
| 番地                                | 小学校             | 中学校             |
| ----------------------------------- | ------------------ | ------------------ |
| 字琵琶渕23～39、 68、78、80～88番地 | 福島市立清水小学校 | 福島市立清水中学校 |
| 上記を除く全域                      | 福島市立野田小学校 | 福島市立野田中学校 |

## 交通

### 鉄道
- JR奥羽本線

### 道路
- 国道13号福島西道路
  - 吾妻高架橋（JR奥羽本線・福島県道310号庭坂福島線）
- 福島県道310号庭坂福島線
  - 八島田跨線橋（JR奥羽本線）
- 福島県道311号八島田笹木野停車場線
- 福島市道23号仁井田笹谷線
- 福島市道25号南沢又大森線

### バス
福島交通路線バス
- （福島駅・大原綜合病院方面） - 勝口前 - 八島田 - 大金谷尻 - 笹木野駅入口 - 萱場入口 - （庭坂方面）
  - 運転免許センター経由庭坂
  - 志田
  - 長沼経由庭坂
- （福島駅・大原綜合病院方面） - 水口下 - JA野田支店前 - 笹木野町裏 - 中西裏 - 長畑 - （庭坂方面）

## 施設
- 福島県警察福島警察署 八島田駐在所
- 福島信用金庫 八島田支店
- ヨークベニマル 福島西店
  - 岩瀬書店 ヨークベニマル福島西店
  - バンダレコード 福島西道路店
- いちい 福島西店
- ユニクロ 福島南沢又店
- ダイソー 福島西店
- エイトプロ 福島西店
- ペットワールド アミーゴ 福島西店
- 八幡神社
- びわぶち公園